# Carl Oscar Johansson
Carl Oscar Johansson (i riksdagen kallad Johansson i Sollefteå), född 20 december 1875 i Karlskoga, död 29 september 1938 i Sollefteå, var en svensk kamrerare och riksdagsledamot.
Carl Oscar Johansson var riksdagsledamot i andra kammaren 1915-1921 för Ångermanlands södra valkrets och 1922-1936 för Västernorrlands läns valkrets. Han tillhörde socialdemokraterna 1915-1916 och övergick därefter till Sveriges socialdemokratiska vänsterparti (SSV) och dess riksdagsgrupp socialdemokratiska vänstergruppen. När SSV ombildades till Sveriges kommunistiska parti år 1921 tillhörde han den grupp som bildade nytt parti under det gamla namnet, och som 1923 återförenades med socialdemokraterna.